# إديث هاميلتون
إديث هاميلتون (بالإنجليزية: Edith Hamilton؛ بالألمانية: Edith Hamilton) هي كاتبة أساطير وكاتِبة ومؤرخة ومُدرسة ألمانية وأمريكية، ولدت في 12 أغسطس 1867 في درسدن في ألمانيا، وتوفيت في 31 مايو 1963 في واشنطن العاصمة في الولايات المتحدة.

## وصلات خارجية
- إديث هاميلتون على موقع IMDb (الإنجليزية)
- إديث هاميلتون على موقع الموسوعة البريطانية (الإنجليزية)
- إديث هاميلتون على موقع ميوزك برينز (الإنجليزية)
- إديث هاميلتون على موقع قاعدة بيانات برودواي على الإنترنت (الإنجليزية)
- إديث هاميلتون على موقع إن إن دي بي (الإنجليزية)
- إديث هاميلتون على موقع قاعدة بيانات الفيلم (الإنجليزية)